# Konrad Reinherz
Konrad Reinherz (* 20. Oktober 1835 in Breslau; † 20. Juli 1892 in München) war ein deutscher Landschaftsmaler.

## Leben

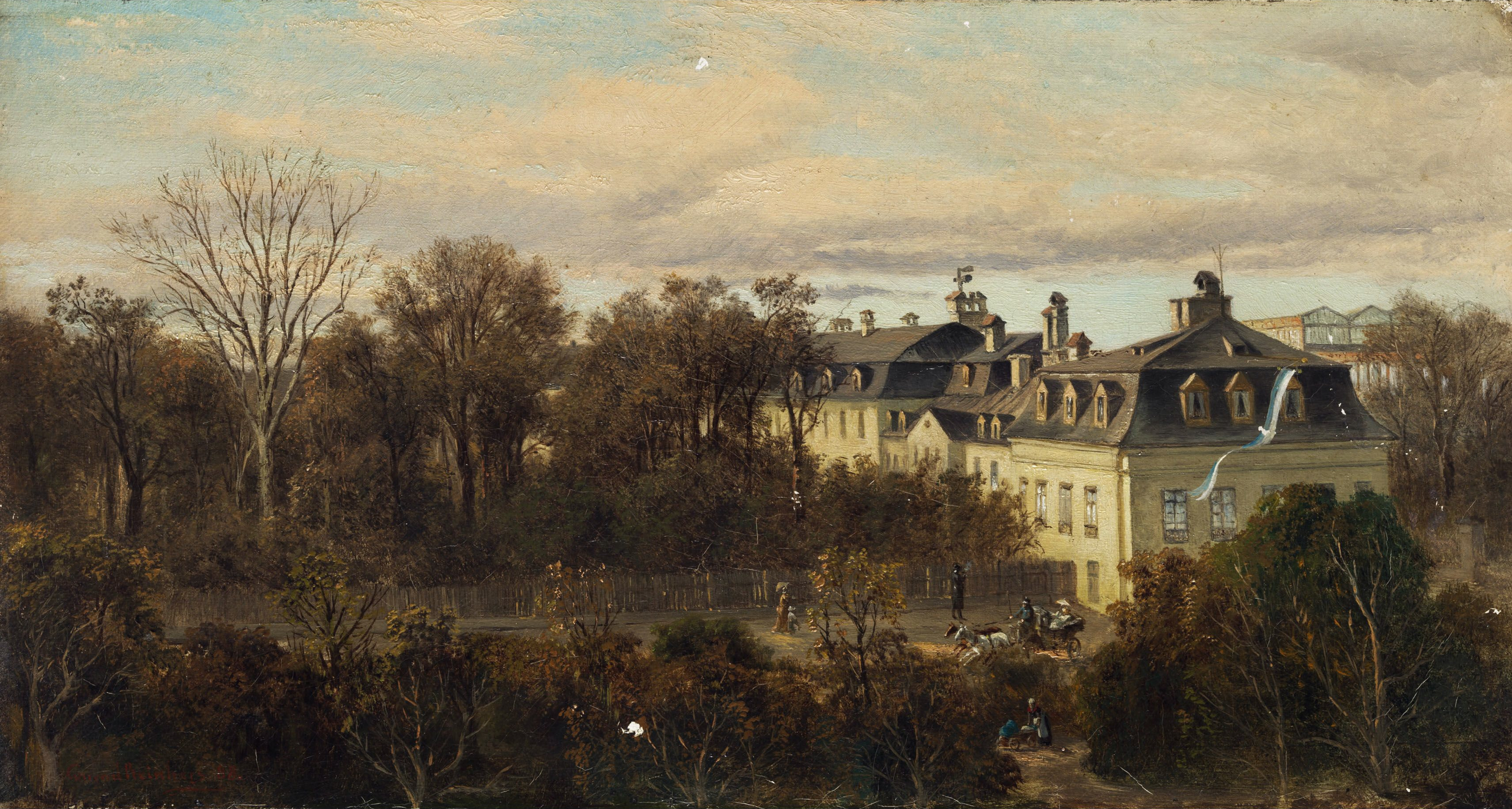
Blick auf eine städtische Häusergruppe im Park, Öl auf Leinwand, 1888

Reinherz war der Sohn des Breslauer Dekorationsmalers Wilhelm Reinherz und trat zunächst nach der Schule in dessen Geschäft ein, um es vom Vater später zu übernehmen. Zu Beginn der 1860er Jahre zog es ihn jedoch nach München, um sich als Landschaftsmaler ausbilden zu lassen. Dort wurde er Schüler von Richard Zimmermann, mit dem er sich befreundete und Studienreisen unternahm. Noch größer wurde der Einfluss des Kreises um Wilhelm von Diez auf sein malerisches Schaffen. Diez fertigte ein Bildnis von Reinherz. Er war Mitglied und eine Zeit lang im Vorstand der Münchner Künstlergenossenschaft.

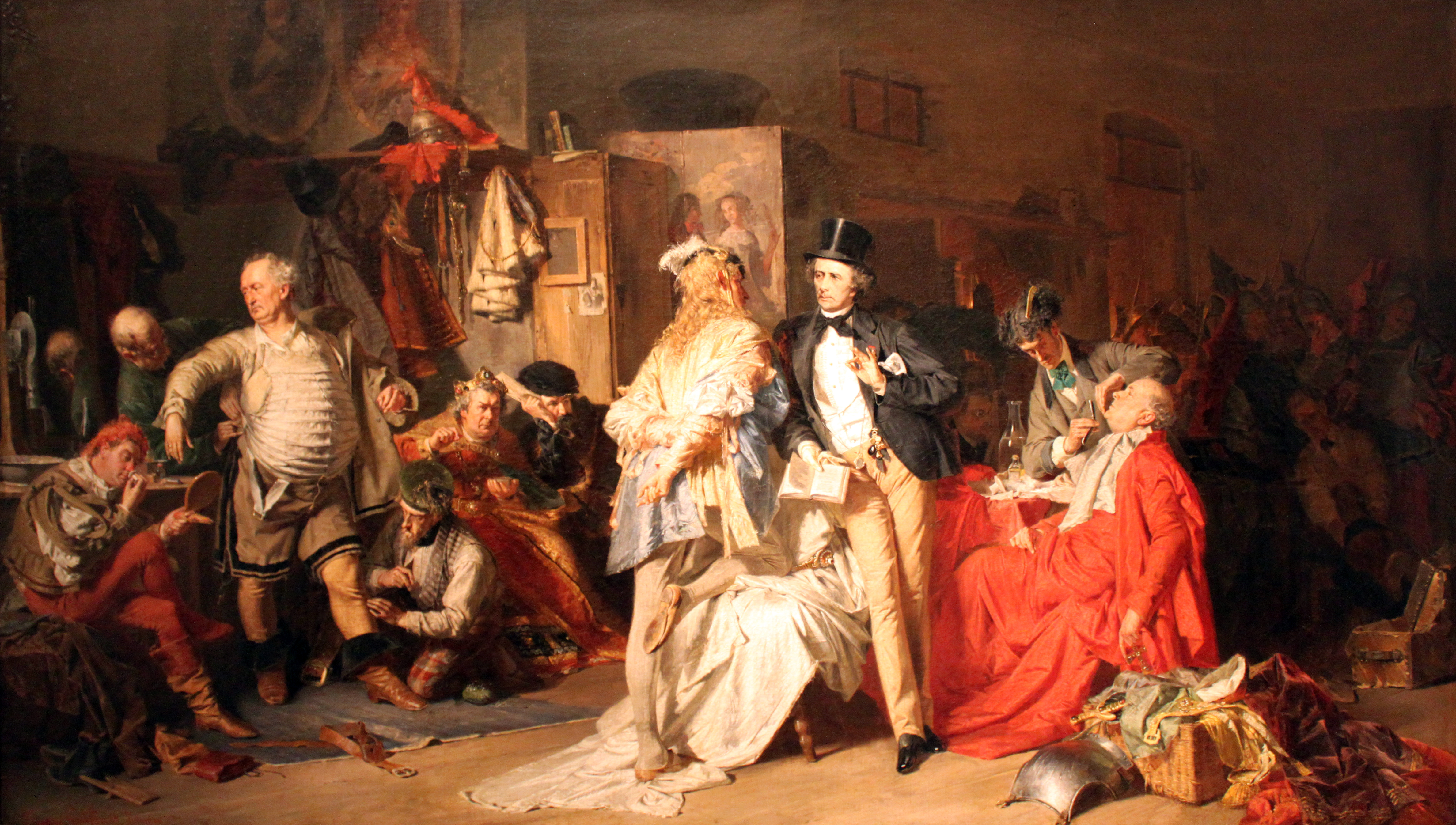
In der Theatergarderobe (Eduard Grützner 1870)

Er wurde neben anderen Künstlern von dem Maler Eduard von Grützner in dessen Gemälde In der Theatergarderobe als Schneider verewigt. Das Gemälde zeigt eine Szene, die sich vor einer Vorstellung des König Heinrich IV. von William Shakespeare abspielt.
Reinherz heiratete 1886 die Witwe Therese Roeckl (geb. Seidl), die älteste Schwester der Architekten Gabriel von Seidl, Emanuel von Seidl und des Zuckerbäckers Anton Seidl.
Reinherz starb 1892 im Alter von 56 Jahren in München.

## Werke (Auswahl)
- Auf der Landstraße Ölgemälde[3]
- Gebirgsschmiede. Winterlandschaft mit Staffage Ölgemälde[4]

## Grabstätte

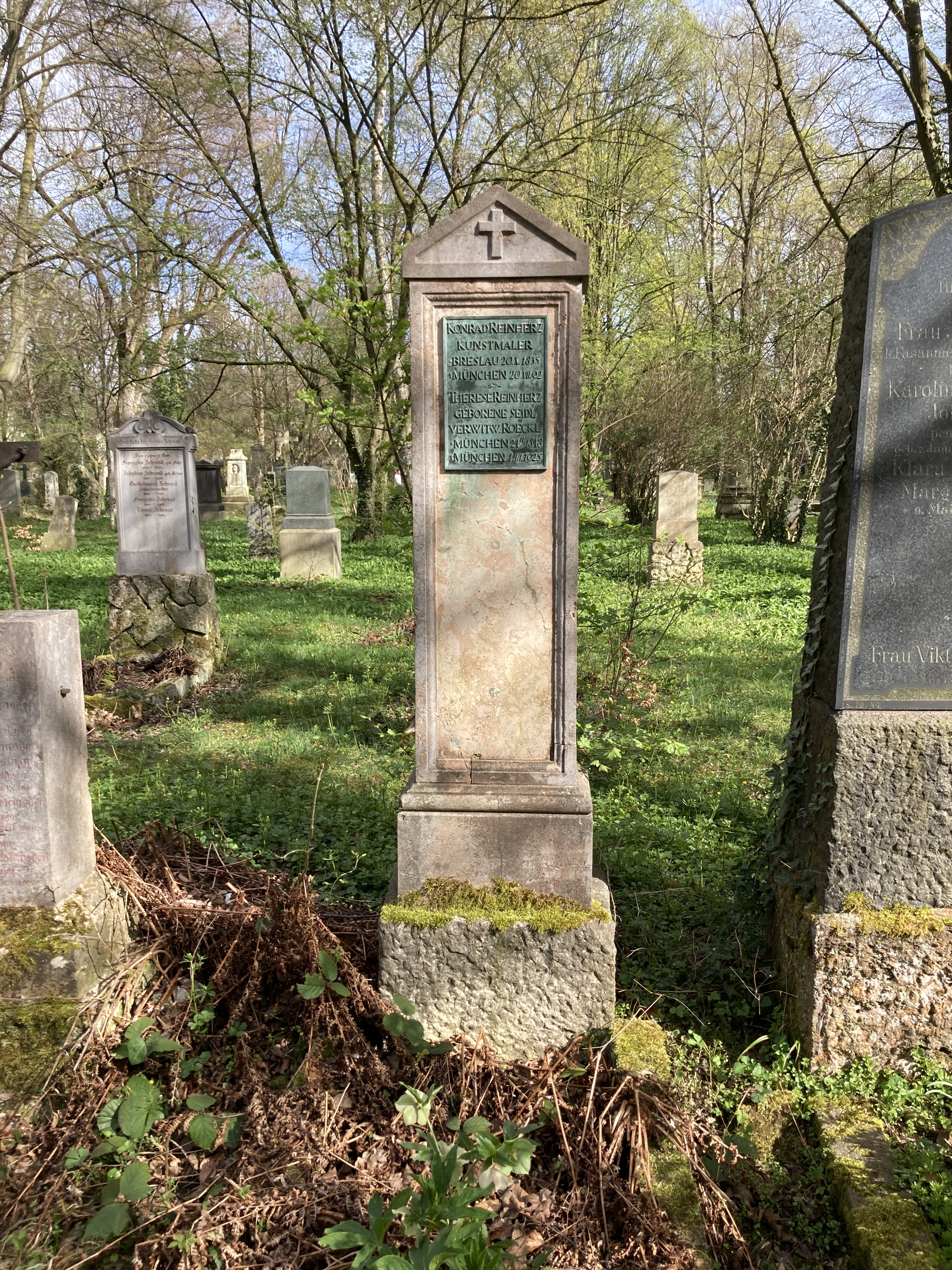
Grab von Konrad Reinherz, Alter Südlicher Friedhof in München

Die Grabstätte von Reinherz befindet sich auf dem Alten Südlichen Friedhof in München (Gräberfeld 18 – Reihe 13 – Platz 46) Standort.
In dem Grab liegt auch die Ehefrau von Konrad Reinherz Therese Reinherz verwitwete Roeckl, geborene Seidl (* 24. April 1848 ; † 1. März 1925).